# Héctor y Andrómaca
Héctor y Andrómaca es una pintura al óleo  del pintor italiano Giorgio de Chirico, realizada  en 1917 durante su periodo metafísico. Esta obra es una aproximación única del artista al simbolismo y a los temas clásicos reinterpretados desde una perspectiva moderna.

## Descripción
La obra representa el momento mitológico clásico narrado en la Ilíada de Homero, donde el héroe troyano Héctor se despide de su esposa Andrómaca antes de partir a la batalla. De Chirico plasma esta escena valiéndose de sus característicos maniquíes, figuras sin rostro formadas por elementos geométricos, lo que acentúa la sensación de deshumanización y universalidad. Los personajes se ubican en un espacio sobrio, dominado por construcciones arquitectónicas minimalistas, otorgando a la escena un aire de irrealidad y recogimiento metafísico.
El uso de colores intensos, especialmente los rojos, refuerza la emotividad del momento, mientras que la composición y las posturas transmiten un sentimiento de melancolía, tensión y despedida inevitable. 
El estilo de la pintura se caracteriza por la teatralidad, la yuxtaposición de formas rígidas y orgánicas, y la atmósfera onírica y nostálgica características de la obra de De Chirico.